# August van Oldenburg
Paul Frederik August (Rastede, 13 juli 1783 — Oldenburg, 27 februari 1853) was van 1829 tot 1853 groothertog van Oldenburg.
Hij werd geboren als zoon van hertog Peter I Frederik Lodewijk en Frederika van Württemberg, dochter van hertog Frederik Eugenius. Van 1803 tot 1805 bezocht hij de universiteit van Leipzig. Hij vluchtte na de Franse bezetting in 1811 naar Rusland en was van 1811 tot 1816 gouverneur van Estland, alwaar hij voorbereidingen trof voor de afschaffing van de lijfeigenschap.
Hij nam deel aan de Bevrijdingsoorlogen tegen Frankrijk en keerde in 1816 terug naar het in 1815 tot groothertogdom verheven Oldenburg. Na de dood van zijn vader nam hij in 1829 als eerste Oldenburgse vorst de groothertogelijke titel aan. Om zijn vader te eren stelde hij in 1838 de Huisorde en Orde van Verdienste van Hertog Peter Friedrich Ludwig in. August regeerde als verlicht despoot en stelde eind 1831 een gemeentewet in als basis voor een grondwet, die hij uiteindelijk pas na het revolutiejaar 1848 na aandringen en met tegenzin invoerde en in 1852 weer herzag. Hij stierf plotseling in 1853 en werd opgevolgd door zijn zoon Nicolaas Frederik Peter.

## Huwelijken en kinderen
Paul Frederik August huwde driemaal en liet zes kinderen na. Alle drie zijn echtgenotes overleden in het kraambed. Op 24 juli 1817 trad hij in het huwelijk met Adelheid van Anhalt-Bernburg-Schaumburg-Hoym, dochter van Victor II Karel Frederik. Zij schonk hem twee kinderen:
- Amalia Frederika Maria (1818-1875), gehuwd met Otto I van Griekenland
- Elisabeth Maria Frederika (1820-1891)

Adelheid stierf in 1820, waarna August in 1825 hertrouwde met haar zuster Ida, bij wie hij een zoon verwekte:
- Nicolaas Frederik Peter (1827-1900), groothertog van Oldenburg

Ida stierf in het kraambed. August hertrouwde in 1831 met Cecilia, dochter van Gustaaf IV Adolf van Zweden, bij wie hij drie kinderen verwekte:
- Alexander Frederik Gustaaf (1834-1835)
- Nicolaas Frederik August (1836-1837)
- Anton Günther Frederik Elimar (1844-1895)